# St. Jürgen vor Bergen
St. Jürgen war ein mittelalterliches Hospital bei Bergen auf Rügen.

## Lage
Das Hospital lag vor der mittelalterlichen Stadt Bergen an der wichtigen Handelsstraße durch die Insel Rügen. Heute befindet sich dort die Ringstraße.
Von den Gebäuden ist nichts erhalten.

## Geschichte
Von 1406 ist die älteste Erwähnung des Hospitals St. Jürgen vor Bergen erhalten, in einem Testament eines Stralsunders Bürgers, der dieses mit finanziellen Zuwendungen bedachte. Es war wahrscheinlich im späten 14. Jahrhundert für Kranke gegründet worden.
Im 15. und frühen 16. Jahrhundert wurden ein Vikar (Geistlicher) und ein weltlicher Vorsteher genannt. Als Besitz des Hospitals wurden ein Rentenkauf und ein Ackerhof erwähnt, letzterer wurde 1538 weiter verpachtet. Danach hörte das Hospital St. Jürgen wahrscheinlich auf zu bestehen.
2021 wurden bei Bauarbeiten in der Ringstraße Skelette von acht Personen aus dem 14. bis 16. Jahrhundert gefunden, darunter ein Kind. Diese lagen offenbar auf dem Friedhof, der zum Hospital gehörte.